# Robert Hy Gorman
Pour les articles homonymes, voir Gorman.
Robert Hy Gorman est un acteur américain né le 3 avril 1980.

## Filmographie
- 1988 : Voyageur malgré lui (The Accidental Tourist) : Alexander Pritchett
- 1988 : Falcon Crest ("Falcon Crest") (série TV) : Michael Channing
- 1990 : Where Pigeons Go to Die (TV) : Hugh
- 1990 : Drôle d'amour (Funny About Love) : Roger
- 1991 : Saturday's (TV)
- 1991 : Vengeance diabolique (Sometimes They Come Back) (TV) : Scott Norman
- 1991 : Panique chez les Crandell (Don't Tell Mom the Babysitter's Dead) : Walter Crandell
- 1991 : Deception: A Mother's Secret (TV) : Jay
- 1992 : Forever Young : Felix
- 1993 : Leprechaun : Alex
- 1993 : La Star de Chicago (Rookie of the Year) de Daniel Stern : Clark
- 1993 : Joe's Life (série TV) : Paul
- 1993 : Monsieur Nounou (Mr. Nanny) : Alex Mason Jr.
- 1994 : Charlie's Ghost Story : Tuggle
- 1995 : The Home Court (série TV) : Marshall